# Brasão de armas de Omã
O brasão de armas de Omã (em árabe: شعار سلطنة عمان) consiste num punhal khanjar numa bainha que é sobreposta em duas espadas cruzadas. Este é o símbolo tradicional de Omã. É encontrado em numerosas bandeiras, bem como na moeda de Omã e nos aviões Omani da Força Aérea, entre outros locais.